# داش‌آرخ بالا
داش‌آرخ بالا (به لاتین: Yuxarı Daşarx) یک منطقه مسکونی در جمهوری آذربایجان است که در شهرستان شرور واقع شده است. این روستا ۱۴۹۹ نفر جمعیت دارد.